# Confederação Brasileira de Hóquei e Patinação
A Confederação Brasileira de Hóquei e Patinação é uma entidade oficial brasileira que regulamenta o hóquei sobre patins, a patinação sobre rodas, o roller derby e o scooter. Até o presente momento, nenhuma das modalidades vigiadas pela federação tem presença olímpica, porém ainda assim ela é filiada ao Comitê Olímpico Brasileiro, devido à inclusão desses esportes nos Jogos Panamericanos.
As principais competições organizadas pela CBHP são o Campeonato Brasileiro de Hóquei e o Campeonato Brasileiro de Patinação Artística, que decorrem todos os anos.

## Conquistas internacionais
| Evento               | 1999                | 2003             | 2004 | 2005 | 2006 | 2007             | 2008             | 2009           | 2010             | 2011                           | 2012           | 2013             | 2014 | 2015                           | 2016 | 2017                             | 2018                               | 2019                               | 2020 | 2021                                                      |
| -------------------- | ------------------- | ---------------- | ---- | ---- | ---- | ---------------- | ---------------- | -------------- | ---------------- | ------------------------------ | -------------- | ---------------- | ---- | ------------------------------ | ---- | -------------------------------- | ---------------------------------- | ---------------------------------- | ---- | --------------------------------------------------------- |
| Campeonato mundial   |                     | - Marcel Stürmer |      |      |      |                  | - Marcel Stürmer |                | - Marcel Stürmer | - Marcel Stürmer               | Marcel Stürmer | - Gustavo Casado |      |                                |      | - Felipe Werle - Rafaela Freitas | - Bruna Wurts - Ana Beatriz Toledo | - Gabriella Giraldi - Felipe Werle |      | - Maria Joaquina Cavalcanti Reikdal - Felipe Werle - CRSG |
| Jogos Pan-americanos | - Janaína Espíndola | - Marcel Stürmer |      |      |      | - Marcel Stürmer |                  | - Talitha Haas |                  | - Marcel Stürmer -Talitha Haas |                |                  |      | - Marcel Stürmer -Talitha Haas |      |                                  |                                    | - Bruna Wurts - Gustavo Casado     |      |                                                           |